# PySide
PySide est un binding qui permet de lier le langage Python avec la bibliothèque Qt, disponible à l'origine en C++. Il constitue une alternative aux interfaces Tkinter.
PySide se distingue de PyQt, le binding historique, par le fait qu'il est disponible sous licence LGPL, c'est d'ailleurs ce qui a déclenché son développement.
PySide est un projet lancé et soutenu jusque fin 2011 par Nokia.
À partir de la version 1.0.8, PySide peut prendre en charge Python 3.

## Hello World
```
import
 
sys

from
 
PySide
 
import
 
QtGui

app
 
=
 
QtGui
.
QApplication
(
sys
.
argv
)

win
 
=
 
QtGui
.
QWidget
()

win
.
resize
(
320
,
 
240
)
  

win
.
setWindowTitle
(
"Hello, World!"
)
 

win
.
show
()
  

sys
.
exit
(
app
.
exec_
())

```